# モラトリアム (ARTIFACT OF INSTANTのアルバム)
『モラトリアム』(もらとりあむ)は、ARTIFACT OF INSTANTの1枚目のミニアルバム。2014年10月8日にPUBLiC TREE。より発売された。

## 概要
バンドとして初の全国流通盤。
JELLYFiSH FLOWER'S(ex.GENERAL HEAD MOUNTAIN)の松尾昭彦を社長に構えたレーベル「PUBLiC TREE。」からのリリース。2016年現在このレーベルからリリースされたのは本作のみである。レコーディングは大阪府のstudio cooperにて行われた。

## 収録曲
1. 0℃
作詞：飯干達郎 作曲：ARTIFACT OF INSTANT
読み方は「れいどしー」「1st demo」からの再録。AOIの初期からの楽曲。MVが存在し、終始モノクロの映像である。
2. 追伸
作詞：飯干達郎 作曲：ARTIFACT OF INSTANT
リリース前にライブで殆ど披露されなかった。4:34以降のテンポが変わる箇所は次曲の"極楽鳥"と繋げることを意識して作られた。
3. 極楽鳥
バンドの最初期に無料配布された音源からの再録。AOIが結成されてはじめて制作された楽曲でもある。MVが存在し、"0℃"とは打って変わってカラーの映像である。
4. ナナ
作詞：飯干達郎 作曲：ARTIFACT OF INSTANT
女性の視点から書かれた歌詞のパートは早衣子によって歌われている。ギターソロは前半は飯干、後半は井上が演奏している。
5. モラトリアム
作詞：飯干達郎 作曲：ARTIFACT OF INSTANT
本作の表題曲。元々のタイトルは"思考停止"であったがリリースに伴って変更された。
6. 葛藤と未来展望
作詞：飯干達郎 作曲：ARTIFACT OF INSTANT
無料配布音源、「1st demo」にも収録されており、3度目の収録となる。バンドの最初期より演奏されている楽曲。
7. いつか、また、
作詞：飯干達郎 作曲：ARTIFACT OF INSTANT
ライブの最後に演奏されることの多い曲。